# 지방경찰 (독일)

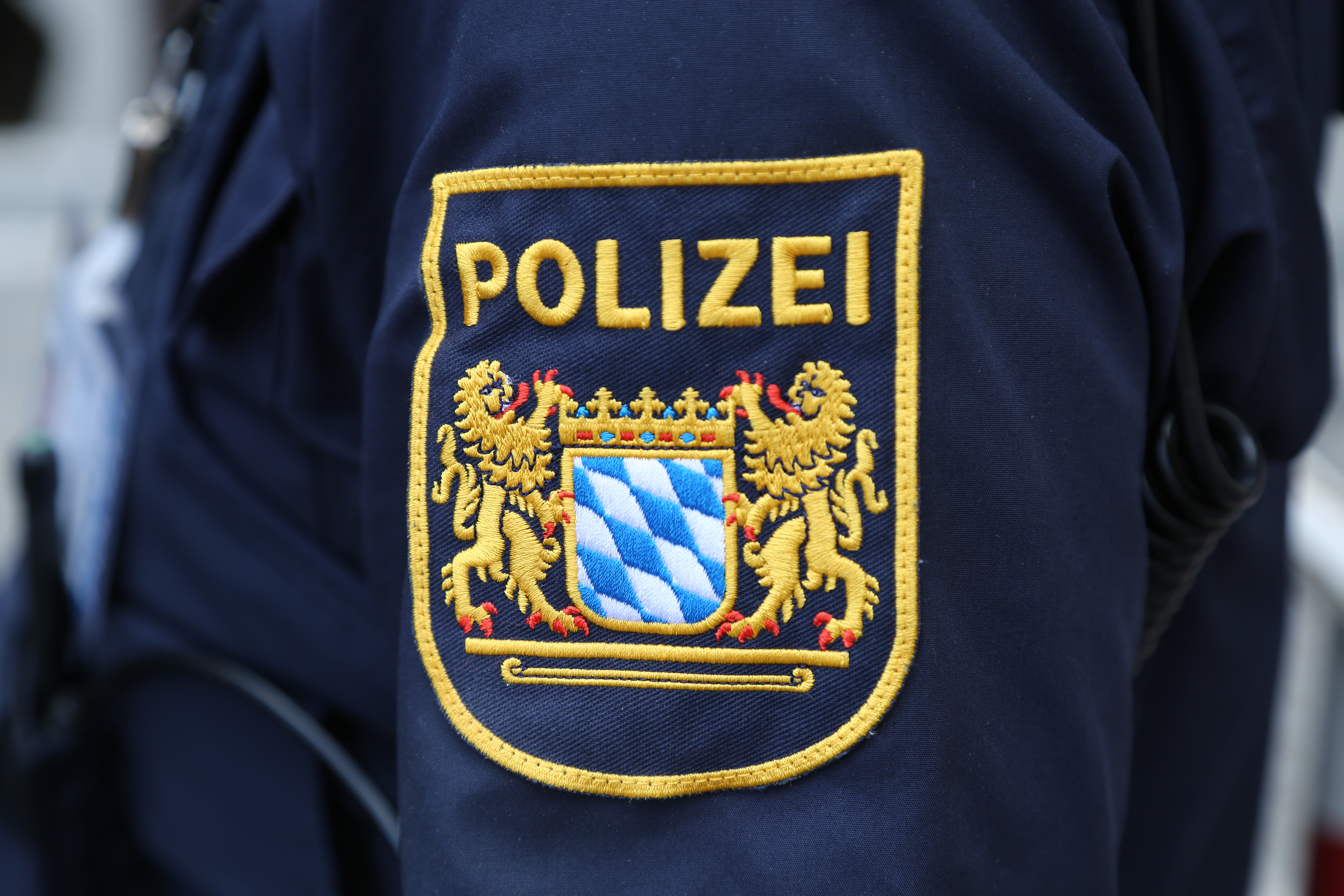
바이에른 주 주 경찰의 문장.

지방경찰(독일어: Landespolizei)은 독일의 주별로 존재하는 각각의 경찰들을 의미한다. 이 주 경찰 제도는 19세기 말엽인 1871년 오토 폰 비스마르크가 처음으로 만든 이후 지금까지 내려저 오고 있다. 나치 독일 시기에는 질서경찰의 한 분과로 합병되었기도 했다.

## 같이 보기
- 주 경찰 (리히텐슈타인)
- 독일의 경찰